# Salt de la Núvia
El Salt de la Núvia és un salt d'aigua al territori del poble de Bigues (poble del Vallès). És al nord i a prop de la Parròquia de Bigues i de la urbanització del Turó. És a prop i al sud-est de les cases de Can Frare i de Can Benet del Salt de la Núvia. El forma el torrent del Salt de la Núvia en travessar el Camí de Can Roca. És un salt d'aigua d'uns tres metres d'alçada, que només es manifesta quan, a causa de les pluges, el torrent del Salt de la Núvia porta prou aigua.